# علم المقاطعة اليهودية الذاتية
أعتمد علم الأوبلاست اليهودية الذاتية في 27 تشرين الأول - أكتوبر 1996. يتكون العلم من سبعة شرائط أفقية ضيقة على شكل قوس قزح تتكون من سبعة ألوان هي (الأحمر، البرتقالي، الأصفر، الأخضر، الأزرق السمائي والبنفسجي) على خلفية بيضاء اللون وعرض كل واحد من هذه الشرائط يساوي 1⁄40 من عرض العلم وتفصل هذه الشرائط السبعة شرائط باللون الأبيض وعرض كل واحد منها يساوي 1⁄120 من عرض العلم. تبلغ نسبة عرض العلم إلى طوله حوالي 2:3.

## معنى ألوان العلم
- الخلفية البيضاء للعلم ترمز إلى النقاء.
- الشرائط الأفقية السبعة التي هي على شكل قوس قزح ترمز إلى فروع الشمعدان السبعة.